# Gang of Four (musikgrupp)
Gang of Four är ett engelskt postpunkband från Leeds. Originalmedlemmarna i bandet var sångaren Jon King, gitarristen Andy Gill, basisten Dave Allen och trummisen Hugo Burnham. De var fullt aktiva från 1977 till 1984 och återförenades två gånger på 1990-talet. 2004 återförenades bandet, den här gången med originalmedlemmarna.
De spelar en sparsam blandning av punk-rock, med mycket funk och dub. På deras senare album kan man höra hur de istället började inrikta sig på en mer funk- och discoinspirerad musikstil.

## Medlemmar
Nuvarande medlemmar
- Jon King — sång, melodika (1977–1983, 1987–1997, 2004–2012, 2021–)
- Ted Leo – sologitarr, sång (2025–)
- Gail Greenwood – basgitarr, bakgrundssång (2024–)
- Hugo Burnham – trummor (1977–1983, 2004–2006, 2021–)

Tidigare medlemmar
- Andy Gill — sologitarr, sång (1977–1983, 1987–1997, 2004–2020; hans död)
- David Pajo – sologitarr, sång (2021–2024)
- John "Gaoler" Sterry — sång (2012–2020)
- Dave Allen — basgitarr (1977–1980, 2004–2008)
- Busta "Cherry" Jones — basgitarr (1980)
- Sara Lee — basgitarr, bakgrundssång (1980–1984, 2021–2023)
- Gail Ann Dorsey – basgitarr, bakgrundssång (1990–1991)
- Thomas McNeice — basgitarr (2008–2020)
- Linda Pardee – basgitarr, bakgrundssång (2023–2024)
- Steve Goulding – trummor, bakgrundssång (1983–1984)
- Mark Heaney — trummor (2006–2013)
- Jonny Finnegan — trummor (2014–2016)
- Tobias Humble — trummor (2016–2021)

## Diskografi
Studioalbum
- Entertainment! (1979)
- Solid Gold (1981)
- Songs of the Free (1982)
- Hard (1983)
- Mall (1991)
- Shrinkwrapped (1995)
- Return the Gift (2005) (nyinspelningar av gamla låtar)
- Content (2010)
- What Happens Next (2015)
- Happy Now (2019)

Livealbum
- At the Palace (1984)

Samlingsalbum
- A Brief History of the Twentieth Century (1990)
- Peel Sessions (1990)
- Solid Gold/Another Day/Another Dollar (1996)
- A 100 Flowers Bloom (1998)
- Hard/Solid Gold (2003)
- Gang of Four Hit Pac - 5 Series (2008)

EP
- Yellow (1980)
- Another Day/Another Dollar (1982)
- The Peel Sessions (1986)

Singlar (topp 100 på UK Singles Chart)
- "At Home He's a Tourist" (1979) (#58)
- "I Love A Man In Uniform" (1982) (#65)
- "Is it Love?" (1983) (#88)
- "To Hell With Poverty!" (1991) (#100)